# Altes Schloss (Żywiec)

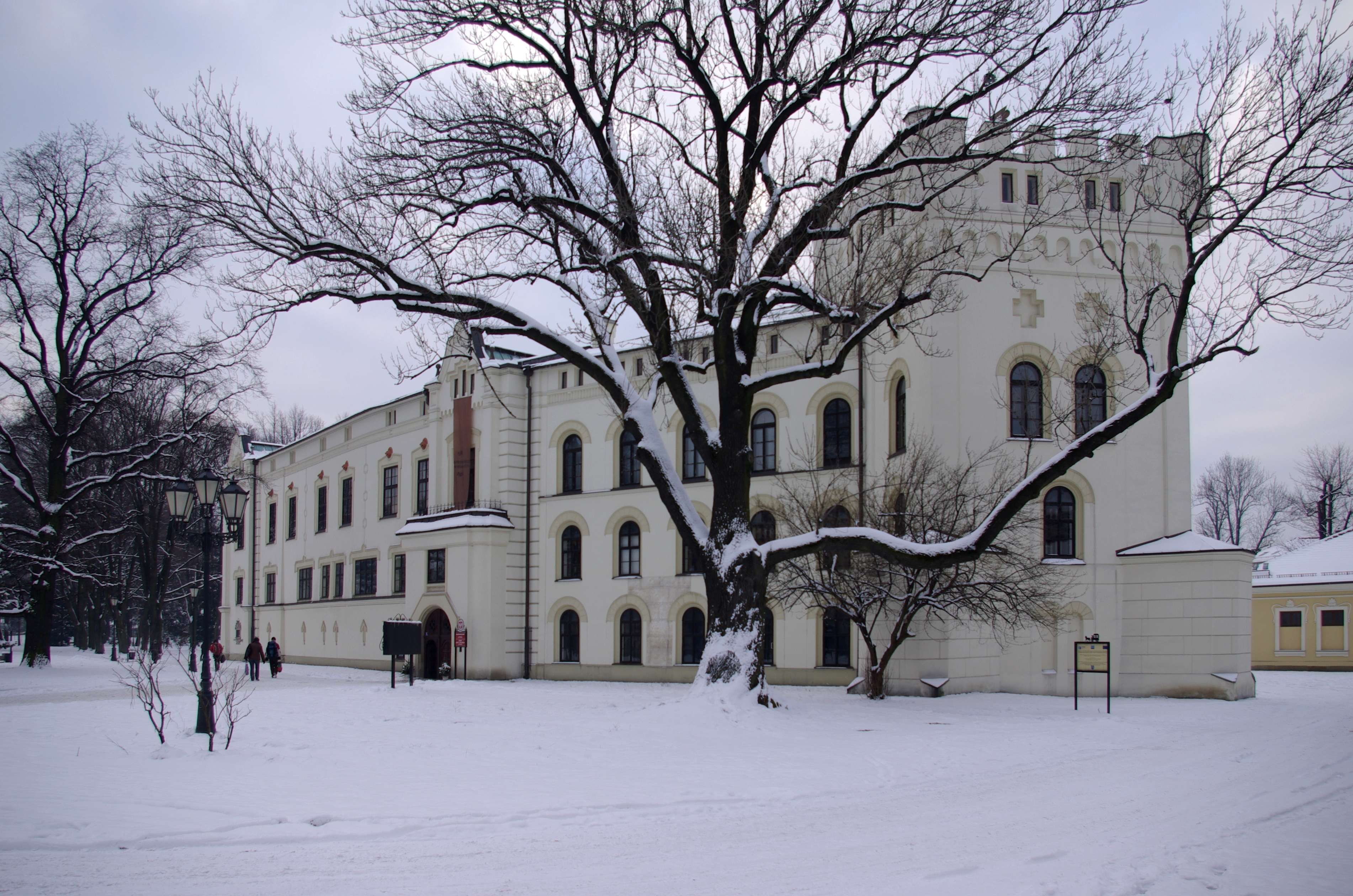
Ansicht vom Schlosspark

Das Alte Schloss (polnisch Stary Zamek) befindet sich in Żywiec im Powiat Żywiecki in der polnischen Woiwodschaft Schlesien. Das Schloss liegt im Saybuscher Becken am rechten Ufer der Soła in der Altstadt von Żywiec.

## Geschichte

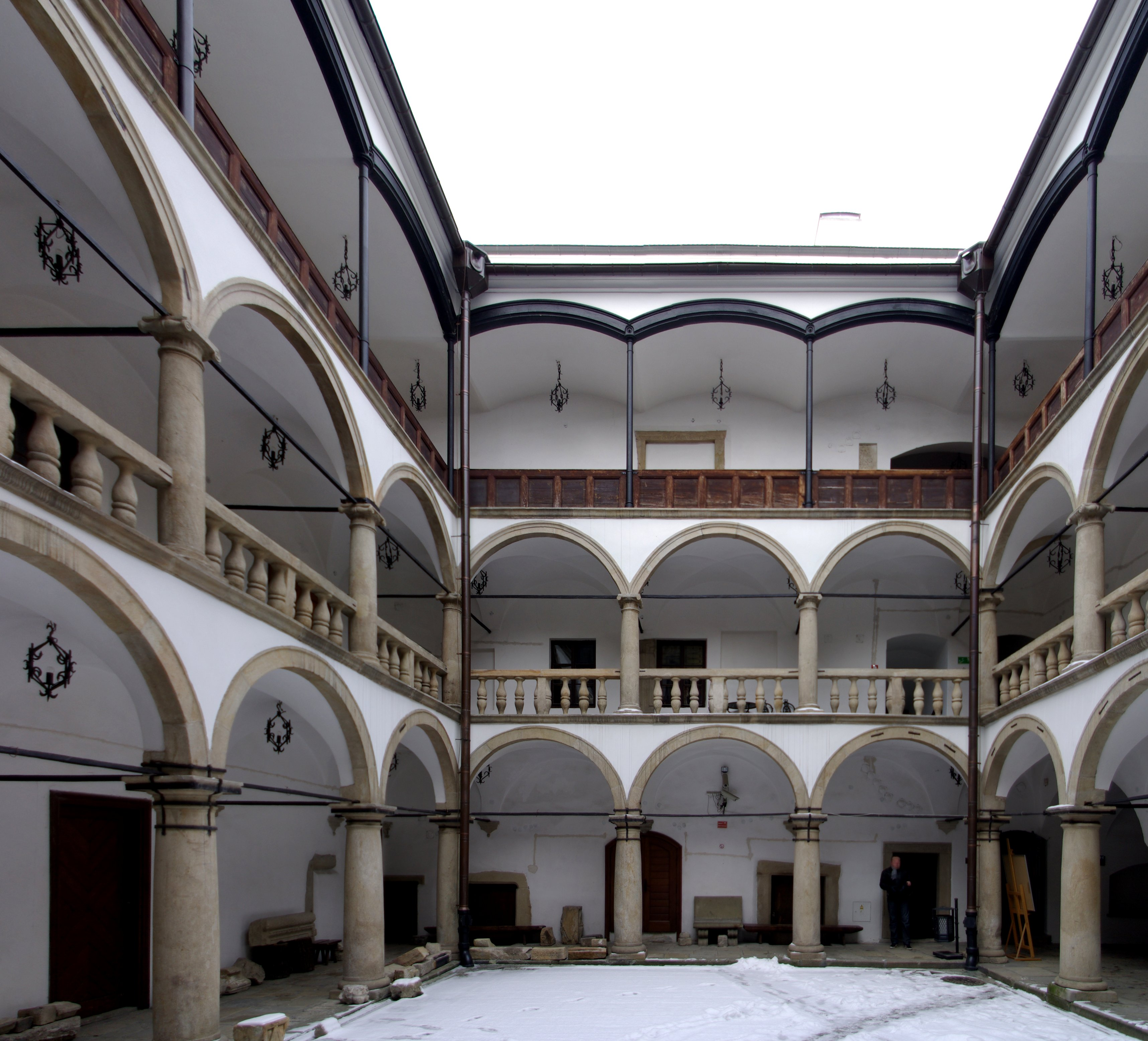
Arkadenhof

An der Stelle des Alten Schlosses befand sich zuvor eine mittelalterliche Burg, von der das Land Saybusch regiert wurde, die im Konflikt zwischen dem polnischen König Kasimir IV. und den Komorowski 1477 zerstört wurde. Sie wurde als Schloss im Stil der Frührenaissance in den Jahren 1485 bis 1500 von den Komorowski um den mittelalterlichen Kern wiederaufgebaut und 1567 ausgebaut. Der Arkadenhof des Schlosses stammt aus dieser Zeit und ist, wie bei vielen Renaissance-Schlössern in Polen, dem Wawel-Schloss in Krakau nachempfunden. Da die Habsburger, die das Land Saybusch 1838 erwarben, ein Neues Schloss im Schlosspark errichten ließen, blieb das Alte Schloss seither unverändert und hat seinen Renaissance-Charakter bewahrt. Seit 2005 befindet sich darin das Stadtmuseum. Die Saybuscher Habsburger haben 2014 Ansprüche auf Rückübereignung des Schlosses und des Schlossparks aufgegeben.